# Sophronica sudanica
Sophronica sudanica là một loài bọ cánh cứng trong họ Cerambycidae.